# هروجی (روستا)
 هروجی  به عربی ( الهروجی )، روستای است در عزلهٔ (الیمانیة)، در ناحیهٔ (خولان الطیال)، از توابع استان حُدَیده در کشور یمن در شبه جزیره عربستان است. 
جمعیت آن ۲۴۹ نفر (۱۷ خانوار) می‌باشد.